# James Mangles
James Mangles (1786 – 18 november 1867) was een Brits kapitein in de Royal Navy, schrijver, naturalist en wereldreiziger.
Mangles vocht in de Franse revolutionaire en napoleontische oorlogen. In 1831 reisde hij uit interesse voor de inheemse flora en met het oog op mogelijke handelsrelaties naar het westen van Australië.

## Vroege leven
Mangles werd in 1786 in Engeland geboren. Hij was de zoon van John Mangles (1760-1837), broer van Brits parlementslid James Mangles (1762-1838). De broers bezaten drie handelsschepen die handel dreven met Australië en West-Indië.

## Napoleontische oorlogen
In maart 1800 trad Mangles tot de Royal Navy toe. Hij was actief voor de Franse kust, bij kaap de Goede Hoop en aan de Río de la Plata. Op 24 september 1806 werd hij tot luitenant van de Penelope gepromoveerd. In februari 1809 nam hij deel aan de invasie van Martinique. In 1811 werd Mangles op de Boyne gestationeerd en in 1812 op de Ville de Paris, het vlaggenschip van de kanaalvloot onder admiraal Harry Burrard Neale.
In 1814 werd Mangles eerste luitenant op de Duncan, het vlaggenschip van Sir John Beresford tijdens diens reis naar Rio de Janeiro. Hij kreeg vervolgens het bevel over de HMS Racoon en werd huiswaarts gezonden. Op 13 juni 1815 werd Mangles tot kapitein gepromoveerd. Het was zijn laatste dienst op zee voor de Navy.

## Wereldreiziger
In 1816 verlieten Mangel en Charles Leonard Irby Engeland. Ze reisden samen door Europa, Egypte, Syrië en Anatolië. In 1818 bereikten ze de verborgen stad Petra waar hen slechts twee Europeanen waren voorgegaan. In 1825 werd Mangles tot Fellow of the Royal Society gekozen. Hij werd in 1830 lid van de Royal Geographical Society.
In 1831 bezocht Mangles de kolonie aan de rivier de Swan. Hij bestudeerde er de inheemse flora en onderzocht er de zakelijke mogelijkheden voor het familiale handelsbedrijf. Zijn nicht Ellen was gehuwd met kapitein James Stirling, de luitenant-gouverneur van de kolonie in het westen van Australië. Bij zijn terugkeer in Engeland gaf Mangles botanicus James Drummond de opdracht om zaden, planten en specimen te verzamelen. Hij verkocht die dan aan plantenkwekers (voornamelijk aan C.Loddiges).
Mangels bleef met onder meer Georgiana Molloy, George Fletcher Moore, Ellen Stirling, Richard Spencer en James Drummond over de flora van West-Australië corresponderen. Verscheidene West-Australische plantensoorten werden naar leden van de familie Mangles vernoemd. De Anigozanthos manglesii is het naar Mangles' broer Robert vernoemde embleem van West-Australië.

## Nalatenschap
James Mangles stierf op 18 november 1867 te Fairfield in Exeter.
De Melaleuca manglesii, Grevillea manglesii, Rhodanthe manglesii en de Ptilotus manglesii werden naar hem vernoemd.